# Amphoe Chaloem Phra Kiat (Nan)

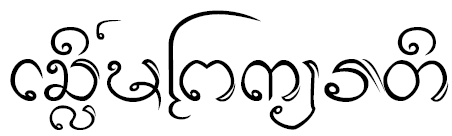
„Chaloem Phra Kiat“ in Lanna-Schrift

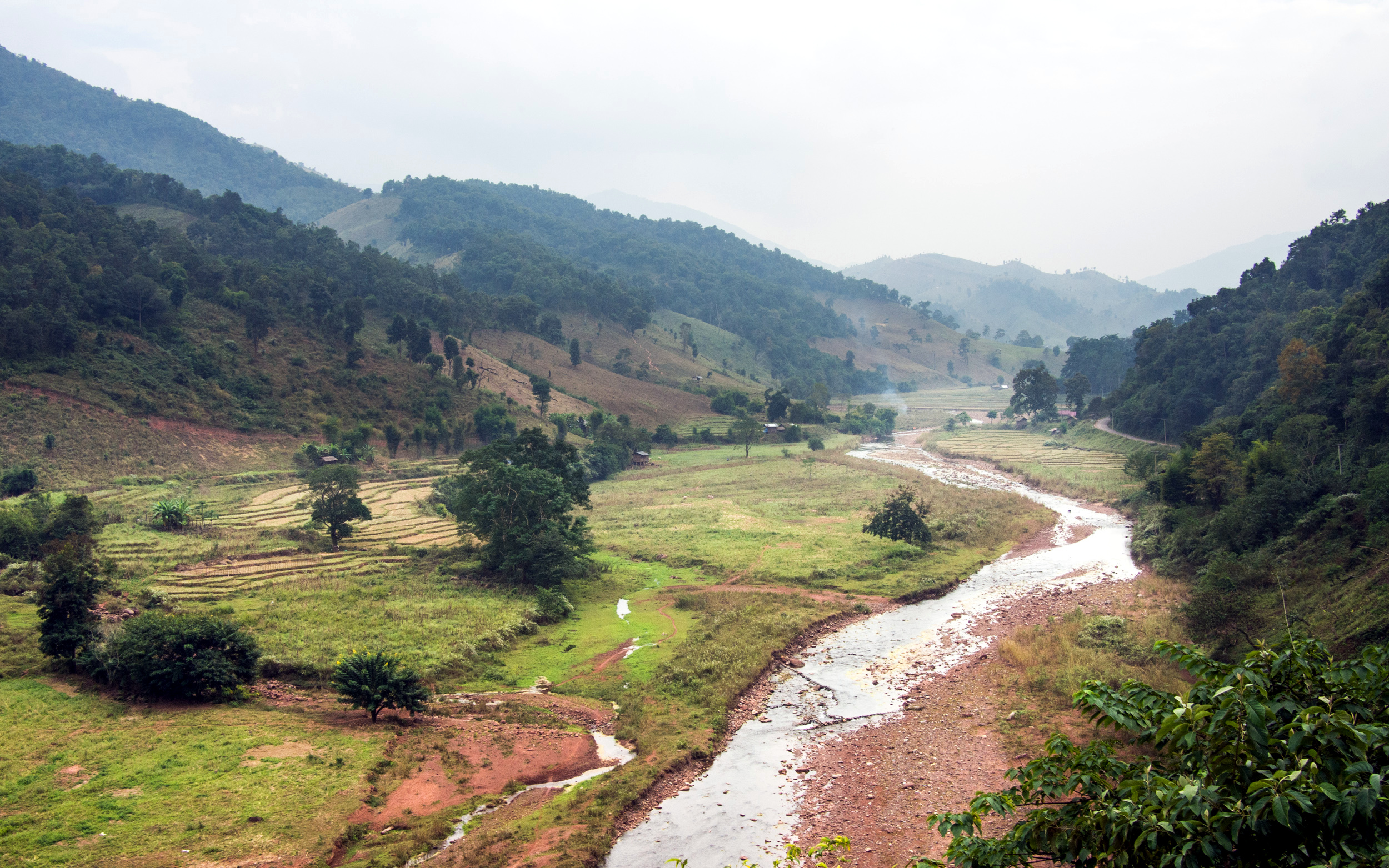
Landschaft in Chaloem Phra Kiat

Amphoe Chaloem Phra Kiat (Thai: อำเภอ เฉลิมพระเกียรติ) ist ein Landkreis (Amphoe – Verwaltungs-Distrikt) im Norden der Provinz Nan. Die Provinz Nan liegt in der Nordregion von Thailand.

## Geographie
Benachbarte Landkreise (von Süden im Uhrzeigersinn): die Amphoe Bo Kluea, Pua und Thung Chang der Provinz Nan. Im Norden und Osten liegt die Provinz Sainyabuli von Laos.

## Geschichte
Am 5. Dezember 1996 wurden der Tambon Huai Kon vom Amphoe Thung Chang und der Tambon Khun Nan vom Amphoe Bo Kluea abgetrennt um den neuen Landkreis Chaloem Phra Kiat zu gründen. Er ist einer von fünf Landkreisen in Thailand mit dem gleichen Namen. Alle wurden am gleichen Tag gegründet, um das 50-jährige Thronjubiläum von König Bhumibol Adulyadej (Rama IX.) zu würdigen.

## Verwaltung

### Provinzverwaltung
Der Landkreis Chaloem Phra Kiat ist in zwei Tambon („Unterbezirke“ oder „Gemeinden“) eingeteilt, die sich weiter in 22 Muban („Dörfer“) unterteilen.
| Nr. | Name     | Thai   | Muban | Einw. |
| --- | -------- | ------ | ----- | ----- |
| 01. | Huai Kon | ห้วยโก๋น | 07    | 2.892 |
| 02. | Khun Nan | ขุนน่าน  | 15    | 6.653 |

### Lokalverwaltung
Es gibt keine Städte (Thesaban) im Landkreis.
Im Landkreis gibt es zwei „Tambon-Verwaltungsorganisationen“ (องค์การบริหารส่วนตำบล – Tambon Administrative Organizations, TAO)
- Huai Kon (Thai: องค์การบริหารส่วนตำบลห้วยโก๋น) bestehend aus dem kompletten Tambon Huai Kon.
- Khun Nan (Thai: องค์การบริหารส่วนตำบลขุนน่าน) bestehend aus dem kompletten Tambon Khun Nan.